# Sárszentágota
Sárszentágota község Fejér vármegyében, a Sárbogárdi járásban.

## Fekvése
Fejér vármegye déli részén, a Sárvíz mellett fekszik. A környező települések közül Káloz 8, Aba 9, Sárbogárd 13, a megyeszékhely Székesfehérvár és Kőszárhegy egyaránt 26-26, Baracs 29, Alap 33,5, Sukoró 37, Siófok pedig 47 kilométer távolságra található.
Mindössze négy közvetlen települési szomszédja van: észak felől Sárkeresztúr, kelet felől Nagylók, dél felől Sárbogárd, nyugat felől pedig Káloz.

### Megközelítése
A 63-as főút mentén fekszik, így legegyszerűbben ezen az útvonalon lehet megközelíteni Székesfehérvár és Szekszárd-Sárbogárd felől is. Közigazgatási területét egy rövid szakaszon érinti a 6305-ös út is, de azzal csak egy önkormányzati fenntartású, alsóbbrendű út kapcsolja össze a település lakott területeit.
Áthalad Sárszentágota területén a MÁV 45-ös számú Sárbogárd–Székesfehérvár-vasútvonala is, az itteni megállóhely Felsőkörtvélyes és Sárkeresztúr között található, de a vonalon 2009. december óta szünetel a személyforgalom.

## Története
A település első ismert okleveles említése 1334-ből származik, nevét akkor Sancta Agatha formában jegyezték fel. A név a falu középkori templomának védőszentjére, Szent Ágotára utal; mai nevét a község 1898-ban kapta.
A település valaha besenyők lakhelye volt. 1334-ből a besenyő kerület (rektorátus) egyik itteni esküdtjének nevét is feljegyezték az oklevelek. 1342-ből arról értesülhetünk, hogy Besenyő Miklós a Tolna vármegyei Bélcsen vett földet. 1344-ből egy nádori küldött lakhelyeként említették a  települést. A 14. század közepétől a falu kisnemesi családok birtoka volt. A török időkben a lakosai elmenekültek a faluból, helyükre később szerbek települtek.

## Közélete

### Polgármesterei
- 1990–1994: Dula József (független)[7]
- 1994–1998: Dula József (független)[8]
- 1998–2002: Baranyák István (független)[9]
- 2002–2006: Baranyák István (független)[10]
- 2006–2010: Baranyák István (független)[11]
- 2010–2014: Baranyák István (független)[12]
- 2014–2019: Sebestyén Zoltán (független)[13]
- 2019–2024: Sebestyén Zoltán (független)[14]
- 2024– : Arany Réka (független)[1]

## Népesség
A település népességének változása:
| Lakosok száma | 1359 | 1343 | 1358 | 1296 | 1285 | 1307 | 1308 |
|               | 2013 | 2014 | 2015 | 2021 | 2022 | 2023 | 2024 |

A 2011-es népszámlálás során a lakosok 96,2%-a magyarnak, 0,6% cigánynak, 0,3% lengyelnek, 0,2% németnek mondta magát (3,6% nem nyilatkozott; a kettős identitások miatt a végösszeg nagyobb lehet 100%-nál). A vallási megoszlás a következő volt: római katolikus 55,3%, református 14,9%, evangélikus 0,5%, görögkatolikus 0,1%, felekezeten kívüli 8,8% (20,3% nem nyilatkozott).
2022-ben a lakosság 93,1%-a vallotta magát magyarnak, 0,8% cigánynak, 0,2% szlováknak, 0,2% németnek, 0,1-0,1% szerbnek, románnak, lengyelnek, görögnek, örménynek és ukránnak, 1% egyéb, nem hazai nemzetiségűnek (6,6% nem nyilatkozott; a kettős identitások miatt a végösszeg nagyobb lehet 100%-nál). Vallásuk szerint 43,1% volt római katolikus, 10,2% református, 0,2% evangélikus, 0,1% görög katolikus, 0,2% egyéb keresztény, 1,1% egyéb katolikus, 9,1% felekezeten kívüli (35,6% nem válaszolt).

## Nevezetességei
- Katolikus templom. (1740-ben kápolna, 1753-ban templommá bővítik a jezsuiták)
- Kúria – A jezsuiták építették a XVIII. sz. közepén. Ma a Szent Ágota Általános Iskola működik benne.
- 1. és 2. világháborús emlékmű.
- Székelykapu.
- Trianon emlékmű

## Híres emberek
- Szabó Ervin (1877-1918), könyvtáros, társadalomtudós – Élete utolsó éveiben a településen élt és dolgozott.